# Diócesis de San Cristóbal de Las Casas
La diócesis de San Cristóbal de Las Casas (en latín: Dioecesis Sancti Christophori de Las Casas) es una circunscripción eclesiástica de la Iglesia católica en México. Se trata de una diócesis latina, sufragánea de la arquidiócesis de Tuxtla Gutiérrez. Desde el 3 de noviembre de 2017 su obispo es Rodrigo Aguilar Martínez.

## Territorio y organización
La diócesis tiene 36 821 km² y extiende su jurisdicción sobre los fieles católicos de rito latino residentes en 48 municipios del estado de Chiapas. Dentro de su territorio existen 2500 comunidades.
La sede de la diócesis se encuentra en la ciudad de San Cristóbal de Las Casas, en donde se halla la Catedral de San Cristóbal.
En 2020 en la diócesis existían 57 parroquias agrupadas en 7 zonas pastorales.

## Historia
La diócesis de Chiapas (o Ciudad Real del Chiapas) fue erigida en el consistorio del 19 de marzo de 1539 con la bula Inter multiplices del papa Paulo III, derivando el territorio de la diócesis de Antequera (hoy arquidiócesis de Antequera). Originalmente fue sufragánea de la archidiócesis de Sevilla. Es la quinta diócesis más antigua de México.
El primer obispo electo fue el monje jerónimo Juan de Ortega, que renunció a la diócesis; le sucedió Juan de Arteaga y Avendaño, que murió antes de tomar posesión; el primero en ocupar la sede fue Bartolomé de las Casas, quien destacó por ser un defensor acérrimo de los indígenas americanos.
El 12 de febrero de 1546 pasó a formar parte de la provincia eclesiástica de la arquidiócesis de México.
Luego de que los primeros españoles se establecieron allí en 1541, los obispos de Chiapas ejercieron su jurisdicción sobre Yucatán por proximidad, hasta la erección de la diócesis de Yucatán (hoy arquidiócesis de Yucatán) el 19 de noviembre de 1561 mediante la bula Super speculam del papa Pío IV.
El 16 de diciembre de 1743 pasó a ser sufragánea de la arquidiócesis de Santiago de Guatemala, pero con la bula Dominico gregi del papa Gregorio XVI el 25 de abril de 1837 fue devuelta a la jurisdicción metropolitana de la arquidiócesis de México. El 23 de junio de 1891 pasó a formar parte de la provincia eclesiástica de la arquidiócesis de Antequera.
El 19 de junio de 1957 cedió una porción de su territorio para la erección de la diócesis de Tapachula mediante la bula Cum Nos in Petri del papa Pío XII.
El 27 de octubre de 1964 cedió otra parte de su territorio para la erección de la diócesis de Tuxtla Gutiérrez (hoy arquidiócesis) mediante la bula Cura illa del papa Pablo VI y al mismo tiempo asumió su nombre actual y recibió algunos municipios cedidos por la diócesis de Tapachula.
El 25 de noviembre de 2006 pasó a formar parte de la provincia eclesiástica de Chiapas, sufragánea de la arquidiócesis de Tuxtla Gutiérrez.
El 15 de febrero de 2016 la diócesis recibió la visita pastoral del papa Francisco.

## Estadísticas
Según el Anuario Pontificio 2021 la diócesis tenía a fines de 2020 un total de 1 647 915 fieles bautizados.
| Año                                                                             | Población            | Población | Población      | Sacerdotes | Sacerdotes    | Sacerdotes    | Bautizados por sacerdote | Diáconos permanentes | Religiosos | Religiosos | Parroquias |
| Año                                                                             | Bautizados católicos | Total     | % de católicos | Total      | Clero secular | Clero regular | Bautizados por sacerdote | Diáconos permanentes | Varones    | Mujeres    | Parroquias |
| ------------------------------------------------------------------------------- | -------------------- | --------- | -------------- | ---------- | ------------- | ------------- | ------------------------ | -------------------- | ---------- | ---------- | ---------- |
| 1949                                                                            | 623 641              | 628 498   | 99.2           | 30         | 30            |               | 20 788                   |                      |            | 46         | 40         |
| 1958                                                                            | 609 092              | 625 163   | 97.4           | 37         | 33            | 4             | 16 461                   |                      | 7          | 52         | 32         |
| 1966                                                                            | 611 000              | 637 500   | 95.8           | 53         | 33            | 20            | 11 528                   |                      | 28         | 89         | 27         |
| 1968                                                                            | 611 000              | 637 500   | 95.8           | 85         | 60            | 25            | 7 188                    |                      | 37         | 107        | 29         |
| 1976                                                                            | 756 400              | 787 950   | 96.0           | 65         | 38            | 27            | 11 636                   |                      | 47         | 135        | 39         |
| 1980                                                                            | 840 000              | 908 000   | 92.5           | 61         | 34            | 27            | 13 770                   |                      | 43         | 144        | 38         |
| 1990                                                                            | 870 500              | 1 200 000 | 72.5           | 62         | 35            | 27            | 14 040                   | 69                   | 48         | 180        | 50         |
| 1999                                                                            | 974 336              | 1 454 233 | 67.0           | 56         | 25            | 31            | 17 398                   | 311                  | 41         | 157        | 44         |
| 2000                                                                            | 1 186 846            | 1 543 245 | 76.9           | 54         | 24            | 30            | 21 978                   | 336                  | 44         | 205        | 38         |
| 2001                                                                            | 995 322              | 1 531 372 | 65.0           | 62         | 28            | 34            | 16 053                   | 337                  | 44         | 191        | 37         |
| 2002                                                                            | 995 322              | 1 531 372 | 65.0           | 73         | 37            | 36            | 13 634                   | 342                  | 55         | 209        | 46         |
| 2003                                                                            | 995 322              | 1 531 312 | 65.0           | 49         | 45            | 4             | 20 312                   | 341                  | 53         | 168        | 48         |
| 2004                                                                            | 995 322              | 1 707 059 | 58.3           | 84         | 46            | 38            | 11 849                   | 340                  | 58         | 190        | 51         |
| 2010                                                                            | 1 346 000            | 1 691 000 | 79.6           | 88         | 49            | 39            | 15 295                   | 329                  | 56         | 207        | 52         |
| 2014                                                                            | 1 339 000            | 1 752 000 | 76.4           | 108        | 67            | 41            | 12 398                   | 316                  | 46         | 244        | 57         |
| 2017                                                                            | 1 600 000            | 2 385 000 | 67.1           | 125        | 78            | 47            | 12 800                   | 450                  | 54         | 190        | 55         |
| 2020                                                                            | 1 647 915            | 2 456 600 | 67.1           | 137        | 133           | 4             | 12 028                   | 446                  | 12         | 173        | 57         |
| Fuente: Catholic-Hierarchy, que a su vez toma los datos del Anuario Pontificio. |                      |           |                |            |               |               |                          |                      |            |            |            |

Tiene 320 diáconos casados y cuenta con 8000 catequistas.

## Episcopologio

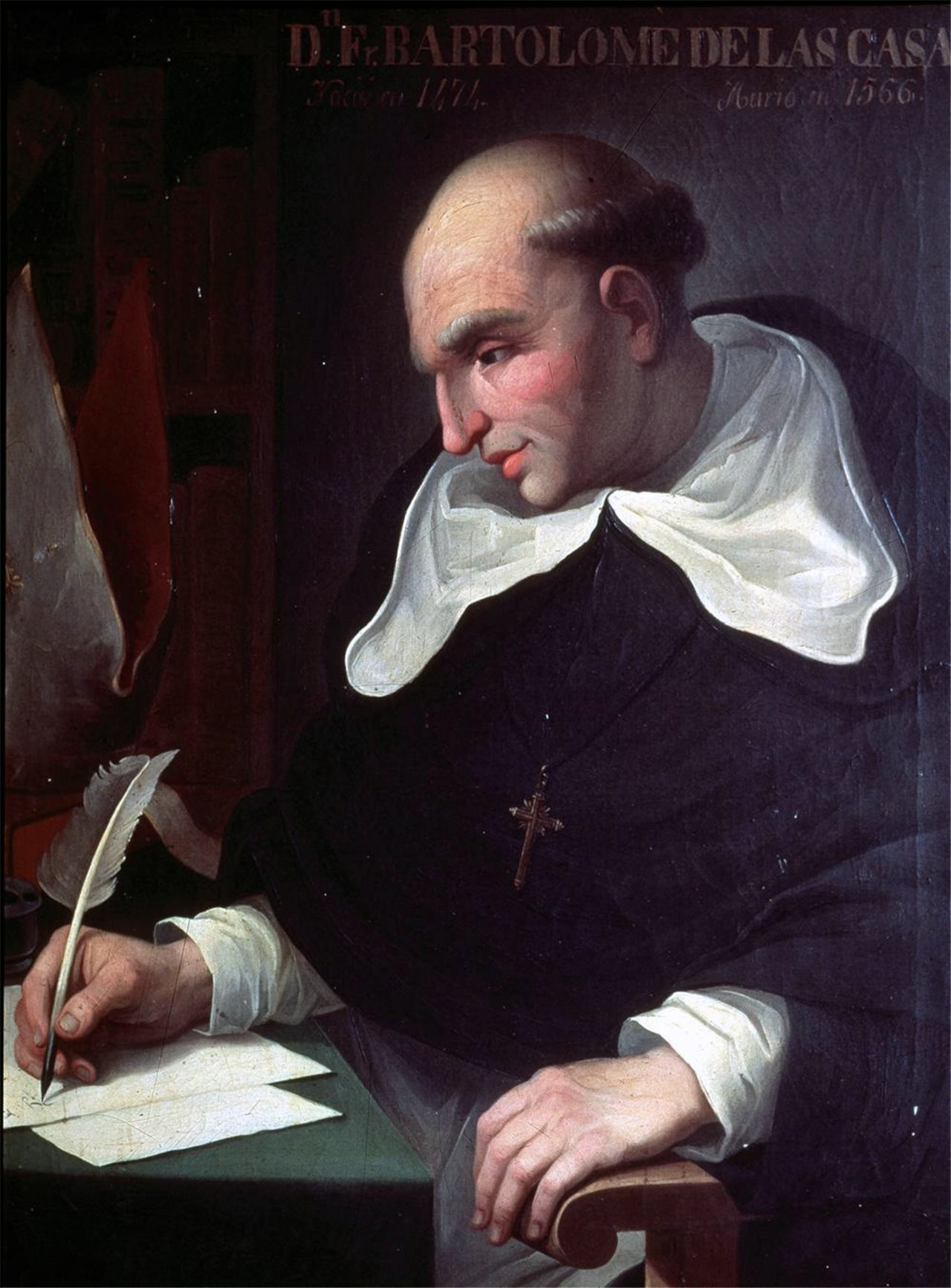
Siervo de Dios Bartolomé de las Casas, obispo del Chiapas de 1543 a 1550

- - Juan de Ortega, O.S.H. † (1540) (obispo electo)

- Juan de Arteaga y Avendaño † (30 de marzo de 1539-8 de septiembre de 1541 falleció) (obispo electo)
- Sede vacante (1541-1543)

- Bartolomé de las Casas, O.P. † (19 de diciembre de 1543-11 de septiembre de 1550 renunció)
- Tomás Casillas, O.P. † (19 de enero de 1551-29 de octubre de 1567 falleció)
  - Sede vacante (1567-1574)
- Pedro de Feria (Martín Fernández), O.P. † (8 de enero de 1574-1588 falleció)
  - Sede vacante (1588-1592)
- Andrés de Ubilla, O.P. † (22 de mayo de 1592-29 de enero de 1603 nombrado obispo de Michoacán)
- Lucas Durán, O.S.Iacobi † (7 de enero de 1605-1607 renunció)
- Juan Pedro González de Mendoza, O.S.A. † (7 de mayo de 1607-17 de noviembre de 1608 nombrado obispo de Popayán)
- Juan Tomás Blanes, O.P. † (12 de enero de 1609-5 de febrero de 1612 falleció)
- Juan Zapata y Sandoval, O.S.A.  † (13 de noviembre de 1613-13 de septiembre de 1621 nombrado obispo de Santiago de Guatemala)
- Bernardino Salazar y Frías † (25 de octubre de 1621-1626 falleció)
  - Sede vacante (1626-1629)
- Agustín de Ugarte y Sarabaia † (3 de diciembre de 1629-2 de diciembre de 1630 nombrado obispo de Santiago de Guatemala)
  - Sede vacante (1630-1633)
- Marcos Ramírez de Prado y Ovando, O.F.M. † (31 de enero de 1633-30 de mayo de 1639 nombrado obispo de Michoacán)
- Cristóbal Pérez Lazarraga y Manel Viana, O.Cist. † (3 de octubre de 1639- 8 de octubre de 1640 nombrado obispo de Cartagena)
- Domingo de Villaescusa y Ramírez de Arellano, O.S.H. † (19 de noviembre de 1640-2 de diciembre de 1651 nombrado obispo de Mérida)
- Mauro Diego de Tovar y Valle Maldonado, O.S.B. † (16 de diciembre de 1652-3 de noviembre de 1666 falleció)
  - Sede vacante (1666-1670)
- Cristóbal Bernardo de Quiroz † (1º de septiembre de 1670-16 de mayo de 1672 nombrado obispo de Popayán)
- Marcos Bravo de la Serna Manrique † (12 de marzo de 1674-octubre de 1680 falleció)
- Francisco Núñez de la Vega, O.P. † (8 de junio de 1682-1698 falleció)
  - Sede vacante (1698-1708)
- Juan Bautista Álvarez de Toledo, O.F.M. † (24 de septiembre de 1708-17 de enero de 1714 nombrado obispo de Santiago de Guatemala)
- Jacinto Olivera y Pardo † (26 de febrero de 1714-10 de julio de 1733 falleció)
- José Cubero Ramírez de Arellano, O. de M. † (9 de julio de 1734-20 de junio de 1752 falleció)
- José Vidal de Moctezuma y Tovar, O. de M. † (28 de mayo de 1753-2 de octubre de 1766 falleció)
- Miguel Cilieza y Velasco † (27 de abril de 1767-7 de abril de 1768 falleció)
- Lucas Ramírez Galán, O.F.M. † (12 de junio de 1769-21 de agosto de 1679 nombrado obispo de Santafé)
- Juan Manuel García de Vargas y Ribera, O. de M. † (20 de noviembre de 1769-14 de diciembre de 1774 falleció)
- Antonio Caballero y Góngora † (29 de mayo de 1775-11 de septiembre de 1775 nombrado obispo de Yucatán)
- Francisco Polanco Carrera y Bustillos † (13 de noviembre de 1775-1785 falleció)
- José Martínez-Palomino y López de Lerena † (19 de diciembre de 1785-8 de marzo de 1788 renunció)
- Francisco Gabriel de Olivares y Benito † (15 de septiembre de 1788-22 de febrero de 1795 nombrado obispo de Durango)
- José Fermín Fuero y Gómez † (18 de diciembre de 1795-14 de julio de 1800 falleció)
- Andrés Ambrosio de Llanos y Valdés, O.F.M. † (23 de diciembre de 1801-14 de junio de 1815 falleció)
- Salvador Sanmartín y Cuevas † (22 de julio de 1816-17 de febrero de 1821 falleció)
  - Sede vacante (1821-1831)
- Luis García Guillén, O. de M. † (28 de febrero de 1831-19 de agosto de 1834 falleció)
  - Sede vacante (1834-1839)
- José María Luciano Becerra y Jiménez † (23 de diciembre de 1839-27 de julio de 1852 nombrado obispo de Tlaxcala)
- Carlos María Colina y Rubio † (7 de abril de 1854-19 de marzo de 1863 nombrado obispo de Tlaxcala)
- Carlos Manuel Ladrón de Guevara † (19 de marzo de 1863-28 de agosto de 1869 falleció)
- Germán de Ascensión Villalvazo y Rodríguez † (22 de noviembre de 1869-8 de mayo de 1879 falleció)
- Ramón María de San José Moreno y Castañeda, O.Carm. † (22 de septiembre de 1879-21 de septiembre de 1882 renunció [nota 2])
  - Sede vacante (1882-1884)
- Miguel Mariano Luque y Ayerdi † (13 de noviembre de 1884-14 de mayo de 1901 falleció)
- José Francisco Orozco y Jiménez † (9 de julio de 1902-2 de diciembre de 1912 nombrado arzobispo de Guadalajara)
- Maximino Ruiz y Flores † (8 de julio de 1913-8 de marzo de 1920 renunció[nota 3])
- Gerardo Anaya y Diez de Bonilla † (8 de marzo de 1920-3 de octubre de 1941 nombrado obispo de San Luis Potosí)
  - Sede vacante (1941-1944)
- Lucio Torreblanca y Tapia † (22 de enero de 1944-25 de mayo de 1959 nombrado arzobispo de Durango)
- Samuel Ruiz García † (14 de noviembre de 1959-13 de marzo de 2000 retirado)
- Cardenal Felipe Arizmendi Esquivel (31 de marzo de 2000-3 de noviembre de 2017 retirado)
- Rodrigo Aguilar Martínez desde el 3 de noviembre de 2017